# PT 41

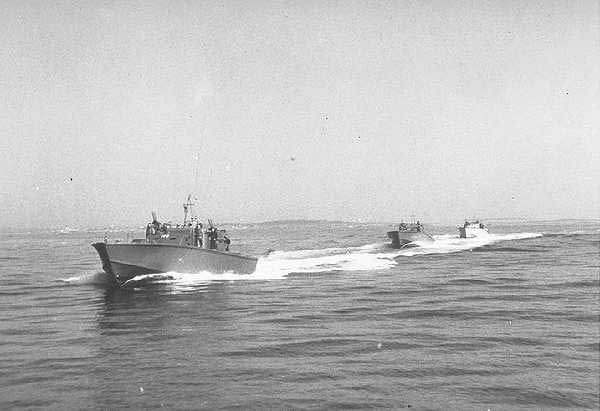
des bateaux type PT-41 en train de s'entrainer.

Le Motor Torpedo Boat PT-41 (MTB) est un torpilleur PT-20 (Elco 77-Foot) classe Patrol torpedo boat (PTB), construit par Elco et commandé le 23 juillet 1941. 
Le PT-41 servit comme porte-drapeau du Motor Torpedo Boat Squadron Three, qui était basé aux Philippines du début 1941 jusqu'en avril 1942.  Le commandant du PT-41 était le lieutenant John D. Bulkeley, qui devint un des officiers de la U.S. Navy le plus décoré .  
Le PT-41 évacua le général (plus tard général d'armée) Douglas MacArthur, Mme MacArthur, Arthur MacArthur (fils du général MacArthur), l'infirmière chinoise d'Arthur, le général Sutherland (USFFE Chief of Staff), le capitaine Harold G. Ray (USN), le lieutenant colonel Sidney L. Huff (Aide), et le major C.H. Morehouse (Medical Officer) de Corregidor à Mindanao le 12 mars 1942, permettant à MacArthur de s'échapper et de faire son fameux discours « Je reviendrai. » à Terowie, Australie.
Après que l'équipe de MacArthur ait quitté Mindanao, le PT-41, avec les deux PT Boats restants de la flottille (PT-34 and PT-35), une nouvelle base d'opérations s'établit à Cagayan, Mindanao, appuyant les forces militaires américaines défendant Mindanao et les îles voisines contre les forces d'invasion japonaises, de mars à avril 1942.
Après une attaque à la torpille menée de concert avec le PT 34 contre le croiseur japonais Kuma le 9 avril 1942, le PT-41 resta le dernier torpilleur survivant de la flottille (le PT-34 avait été coulé après l'attaque et le PT-35 fut incendié à Cebu). Sans autres torpilles disponibles, il fut envoyé par l'United States Army patrouiller sur le lac de Lanao, Mindanao. Il fut détruit par l'armée le 15 avril 1942, pour éviter sa capture alors qu'il était convoyé par route vers le lac Lanao et qu'une avance brutale des Japonais menaçait de le capturer.